# 2009년 자카르타 폭탄 테러

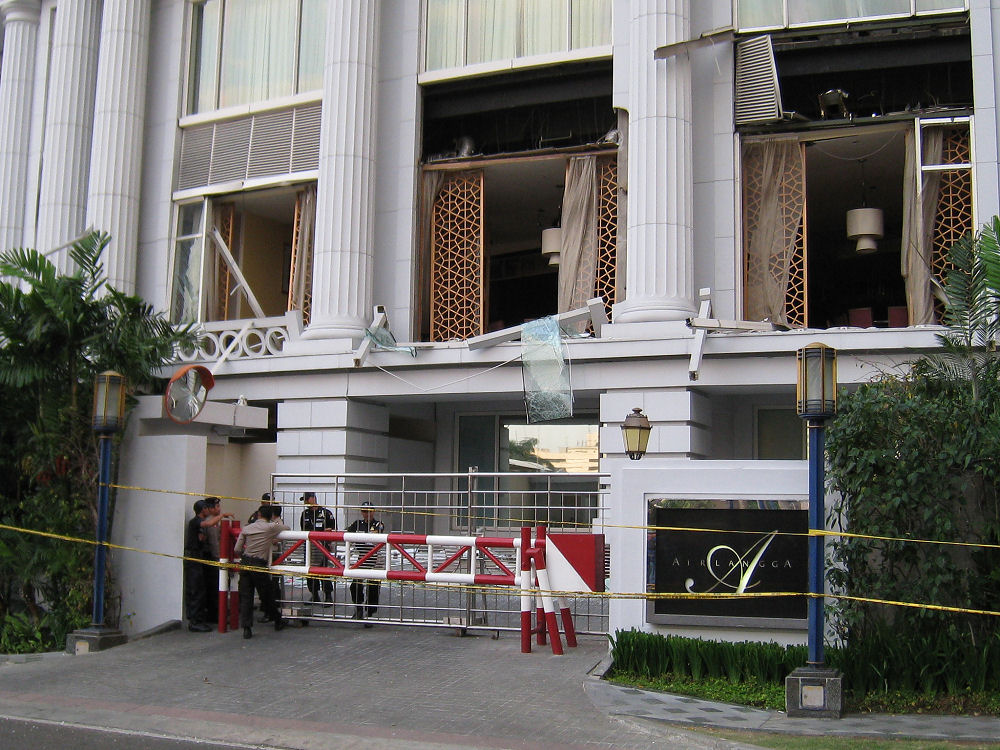

2009년 7월 19일 현지 시간 07시 47분부터 07시 57까지 인도네시아의 자카르타의 매리엇 호텔과 리츠칼튼 호텔에서 폭탄 테러가 발생하였다. 이 테러로 자살 공격자 2명을 포함하여 9명이 사망하였으며, 53명이 부상당했다.

## 피해자
세 명의 오스트레일리아인, 한 명의 뉴질랜드인, 두 명의 네덜란드인, 세 명의 인도네시아인 (2명은 자살공격자)가 사망하였다.